# Chimaphila guatemalensis
Chimaphila guatemalensis là một loài thực vật có hoa trong họ Thạch nam. Loài này được Rydb. mô tả khoa học đầu tiên năm 1914.